# カントリー・ジョー・マクドナルド
ジョセフ・アレン・マクドナルド（Joseph Allen McDonald、1942年1月1日 - ）は、カントリー・ジョー・マクドナルド（Country Joe McDonald）の名で知られるアメリカ合衆国の歌手。1960年代のサイケデリック・ロック・グループ、カントリー・ジョー・アンド・ザ・フィッシュ(Country Joe and the Fish)のリード・シンガー。

## 私生活
マクドナルドは、ワシントンD.C.で生まれ、17歳のときにアメリカ合衆国海軍に徴兵された。除隊後、ロサンゼルス・シティ・カレッジで1年間学ぶ。1960年代はじめに、カリフォルニア州バークレーの有名なテレグラフ・アヴェニュー(Telegraph Avenue)で、バスキング（路上演奏）を始めた。父親のウォーデン・マクドナルド(Worden McDonald)は、スコットランドの長老派教会の流れを汲んでおり、母親のフローレンス・プロトニック(Florence Plotnick)は、ロシア系ユダヤ人移民の娘で、永くバークレー市役所に務めていた。2009年現在、カントリー・ジョー・マクドナルドは以前と変わらずバークレーに住んでいる。マクドナルドの娘セヴン(Seven)は雑誌『LA Weekly』のコラムニストである。マクドナルドには、ほかに4人の子どもたち、デヴィン(Devin)、タラ(Tara)、ライアン(Ryan)、エミリー(Emily)がいる。

## 経歴
マクドナルドは、その40年以上のキャリアの中で、33枚のアルバムを録音し、何百もの曲を書いてきた。マクドナルドがバリー・メルトン(Barry Melton)とともに結成したカントリー・ジョー・アンド・ザ・フィッシュは、サンフランシスコの The Avalon Ballroom や The Fillmore、さらに、モントレー・ポップ・フェスティバルや、1969年のウッドストック・フェスティバルやその後の関連イベントなどにおける演奏によって、サイケデリック・ロックの先駆的バンドとなった。
カントリー・ジョー・アンド・ザ・フィッシュの最も有名な曲「フィッシュ・チアー/アイム・ フィクシン・トゥ・ダイ・ラグ (The "Fish" Cheer/I-Feel-Like-I'm-Fixin'-To-Die Rag)」は、ベトナム戦争を歌ったブラック・コメディのノベルティ・ソング(novelty song)であり、コーラスの部分（"One, two, three, what are we fighting for?"「1..2..3..何のために戦ってるんだ」の意）は、1960年代から1970年代にかけて、ウッドストック世代の若者たちやベトナム帰還兵たちの間で広く親しまれた。「The "Fish" Cheer」はバンドが聴衆とコール・アンド・レスポンスをしてバンド名のフィッシュ(Fish)の綴り(F-I-S-H)を聴衆に叫ばせ、続いてカントリー・ジョーが「What's that spell?（何の綴りかな?）」と2回叫んでから、3回目に「What's that smell?（何か臭いぜ?）」と叫び、すぐさま歌の演奏に入るという趣向であった。この「The "Fish" Cheer」は、バークレーにおけるフリー・スピーチ運動(Free Speech Movement)の後、「The "Fuck" Cheer」へと展開していった。
このチアーの部分は、「アイム・ フィクシン・トゥ・ダイ・ラグ」の最初の録音である、この曲と同名のLP盤に収録されたバージョンでも曲の直前に収録されている。このチアーは有名になり、バンドのライブ演奏の際には聴衆が F-I-S-H と叫ぶのが定番となった。1968年夏、バンドはシェーファー・ミュージック・フェスティバル(Schaefer Music Festival)のツアーに出た。このツアーの途中で、バンドのメンバーだったゲイリー・"チキン"・ハーシュ(Gary "Chicken" Hirsh)が、「fish」の代わりに「fuck」と叫ばせたらどうだろうと提案した。結果は、聴衆には大ウケだったが、スポンサーのシェーファー・ビールの上層部の不興を買い、バンドはツアーから永久追放されてしまった。このとき既に出演予定が決まっていたテレビ番組『エド・サリヴァン・ショー』は、予定をキャンセルし、うちの番組には決して呼ばないから支払った金は返さなくていい、と伝えて来た。「fuck」に代えられたバージョンのチアーは、ウッドストックやワイト島音楽祭を含め、その後のほとんどのライブで繰り返された。マサチューセッツ州では、公共の場で「fuck」と言ったことを理由に、マクドナルドに500ドルの罰金が科された。
2003年、マクドナルドは、彼の代名詞ともいえる「アイム・ フィクシン・トゥ・ダイ・ラグ」に関して、"One, two, three, what are we fighting for?" の部分が、キッド・オリーらが1926年に共作したトラディショナル・ジャズ初期の古典的作品「マスクラット・ランブル (Muskrat Ramble)」から採られているとして、著作権侵害で訴えられた。この訴訟を起こしたのは、当時「マスクラット・ランブル」の著作権を所有していたオリーの娘ベベット・オリー(Bebette Ory)であった。マクドナルドが1965年に彼の歌を作曲してから既に何十年もが経過していたため、オリーはマクドナルドが1999年に録音したこの曲の新しいバージョンに絞って訴えを起こした。しかし、法廷は、オリーも父（キッド・オリー）もこの歌の最初のバージョンに権利侵害の疑いがある箇所が含まれていたことを知りながら、30年以上も法的措置をとらずに放置していたことを指摘し、マクドナルド側が主張した懈怠の法理（しかるべき適切な時期に権利を行使しなかった者は救済しないという原則）を支持した。2006年、オリーはマクドナルドに対し、弁護費用相当額として75万ドルを支払うよう命じられ、この支払いのために著作権を売却しなければならなくなった。
2004年、カントリー・ジョーはカントリー・ジョー・アンド・ザ・フィッシュのオリジナル・メンバーであったブルース・バーソル(Bruce Barthol)、デヴィッド・ベネット・コーエン(David Bennett Cohen)、ゲイリー・"チキン"・ハーシュを再び集めて、カントリー・ジョー・バンド(Country Joe Band)として活動を始めた。バンドは、アメリカ合衆国とイギリスでツアーをした。
2005年春、マクドナルドは、当時カリフォルニア州の知事だったアーノルド・シュワルツェネッガーの歳出削減提案に反対してカリフォルニア州会議事堂(California State Capitol)で行なわれた大規模な抗議行動に参加した。
2005年秋、政治評論家ビル・オライリーは、マクドナルド を、キューバのフィデル・カストロ議長になぞらえながら、2003年のイラク戦争に反対したシンディ・シーハン(Cindy Sheehan)の反戦運動にマクドナルドが関わっていたと述べた。

## ディスコグラフィ
- Tonight I'm Singing Just for You (1969) - ☆
- Thinking of Woody Guthrie (1969)
- War War War (1971) - ☆
- Hold On It's Coming (1971) - ☆
- Paris Sessions (1972) - ☆
- Incredible! Live (Live Album) (1972)
- Country Joe (1975)
- Love Is a Fire (1976)
- Paradise With an Ocean View (1976)
- Goodbye Blues  (1977)
- Rock N Roll from Planet Earth (1978)
- Leisure Suite(1979)
- On My Own (1980)
- Into The Fray (1982)
- Child's Play (1983)
- Peace On Earth (1984)
- Best of Country Joe—on Vanguard(1986)
- Classics Best Of (1989)
- Superstitious Blues (1991)
- Vietnam Experience (1995)
- Carry On  (1996)
- Eat Flowers And Kiss Babies—Country Joe and Bevis Frond at the QEH-Live (1998)
- Something Borrowed, Something New (The Best Of) (1998)
- www.countryjoe.com (2000)
- A Reflection On Changing Times (box) (2003) - 上記の☆印のアルバム4枚を集めたもの[7]
- Natural Imperfections—Joe McDonald and Bernie Krause (2005)
- Vanguard Visionaries  (2007)
- Country Joe Live At The Borderline(2007)
- Tribute To Woody Guthrie (2007)
- War, War, War (Live) (2007)